# Takeo Hirose
Takeo Hirose (広瀬武夫), né le 27 mai 1868 à Taketa dans la préfecture d'Ōita au Japon et mort à l'âge de 35 ans le 27 mars 1904 à Port Arthur en Mandchourie, est un officier de la marine impériale japonaise. Sa mort durant la guerre russo-japonaise fit de lui un héros national déifié.

## Biographie

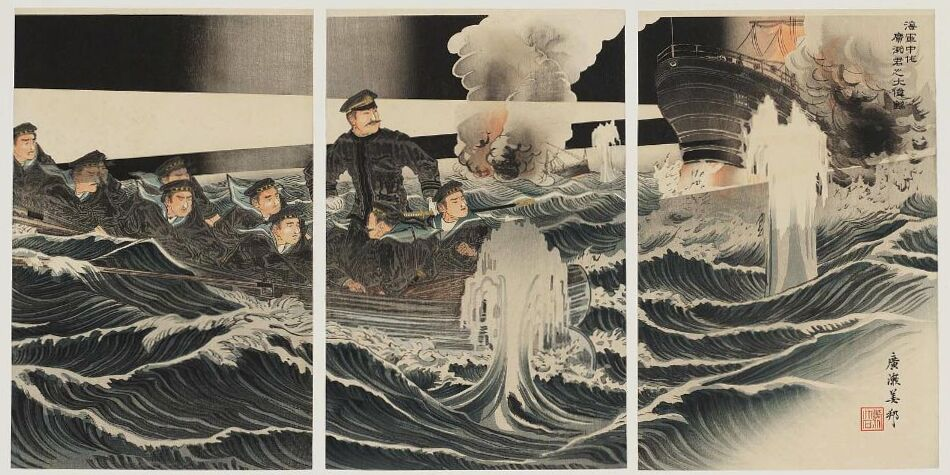
Takeo Hirose durant la guerre russo-japonaise.

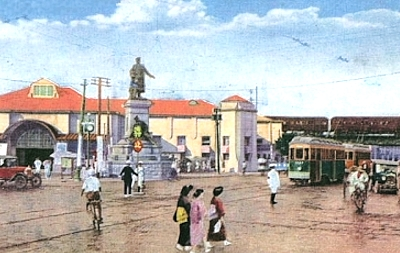
Statue de Takeo Hirose devant la gare de Manseibashi, Tokyo.

Né en 1868 dans ce qui est aujourd'hui la ville de Taketa dans la préfecture d'Ōita, Hirose est le fils d'un juge appelé Shigetake. Son frère ainé Katsuhiko était contre-amiral dans la marine. Il étudia à l'académie navale impériale du Japon à Etajima, d'où il sortit diplômé en 1889. Il servit à bord du cuirassé Fusō durant la guerre sino-japonaise (1894-1895) et participa à la bataille du fleuve Yalou le 17 septembre 1894. De 1897 à 1899, il étudia en Russie puis devint attaché militaire à Saint-Pétersbourg jusqu'en 1902. Pendant son séjour, il voyagea en Allemagne, en France et en Grande-Bretagne. Il fut promu capitaine de corvette en 1900.
Pendant la guerre russo-japonaise en 1904, Hirose servit sur le navire Asahi. Durant la bataille de Port-Arthur, il commanda le Fukuimaru qui était utilisé pour faire un blocus du port. Le 27 mars, pendant qu'il recherchait un de ses hommes manquants, il fut touché mortellement.
Du fait de son héroïsme, il fut promu commandant à titre posthume, fut déifié en « dieu de la guerre » (軍神 gunshin) et un sanctuaire shinto fut construit en sa mémoire à Taketa dans la préfecture d'Ōita. Une statue à son effigie fut érigée devant la gare de Manseibashi.